# Marlène Schiappa
Marlène Schiappa (pronúncia em francês: [maʁlɛn ʃjapa], pronúncia em corsa: [ˈskjappa]; Paris, 18 de novembro de 1982) é uma escritora e política francesa. Foi secretaria de Estado para a Igualdade entre Mulheres e Homens e o Combate à Discriminação no governo II do primeiro-ministro Édouard Philippe, entre 2017 e 2020 e, depois, ministra delegada responsável pela Cidadania, do Ministério do Interior, no governo do primeiro-ministro Jean Castex, entre 2020 e 2022. É conselheira regional da Ilha de França, desde 2 de julho de 2021. Pertence ao partido Renascimento (RE), onde é responsável pela Divisão de Igualdade de gênero.

## Vida pessoal e formação acadêmica

### Família
Nasceu em 18 de novembro de 1982, em Paris. Jean-Marc Schiappa, seu pai, é historiador, ativista do livre pensamento e trotskista lambertista. Catherine Marchi, sua mãe, era vice-diretora de escola, feminista, ex-ativista política e sindical, também lambertista trotskista. O casal tinha outras duas meninas e um menino.
Em 8 de março de 2018, durante o programa "Touche pas à mon poste!", confirmou que se casou aos 19 anos e se divorciou algumas semanas depois, "um erro da juventude". Casou-se novamente, em 2006, com Cédric Bruguière, consultor de recursos humanos e ensaísta, com quem tem duas filhas.
Em agosto de 2019, durante entrevista, anunciou ser sapiossexual.

### Formação
Em um retrato do Paris Match, afirma que, aos 17 anos, em rebelião contra seu pai trotskista, preparou-se para o concurso da Gendarmaria, mas não o fez. Depois de um bacharelado econômico e social com a opção russa, estudou geografia durante um ano na Sorbonne, mas rapidamente perdeu o interesse. Então, trabalhou para a agência de publicidade Euro RSCG12. Em seguida, durante a licença-maternidade, obteve uma licença em comunicação e novas mídias, com especialização em escrita eletrônica, validando suas habilidades na Universidade Grenoble-Alpes.

### Esporte
É faixa marrom (Ikyu) no judô.

### Revista Playboy
Em abril de 2023, a revista Playboy francesa traz uma entrevista de 12 páginas sobre os direitos das mulheres com a ministra. Schiappa não aparece nua na revista, mas em uma série de visuais diferentes. A edição vendeu mais de 100 mil cópias em três horas, segundo o diretor da revista francesa, Jean-Christophe Florentin, em entrevista a Euronews — a revista costuma ter uma tiragem de 30 mil cópias. Também segundo o diretor, uma nova tiragem de 60 mil cópias estaria disponível na quinta-feira seguinte.
| “                                                                  | Aqueles que a criticam não entendem o objetivo e o poder do exemplo dela. Encorajamos os que criticam a ler a entreivsta de 12 páginas de Schiappa falando dos direitos das mulheres em vez de, por reflexo, humilhar uma mulher trabalhadora e uma servidora pública por ousar aparecer sexy em uma foto | ” |
| — Nota da revista sobre críticas do público e de outros políticos, | |   |

## Carreira política

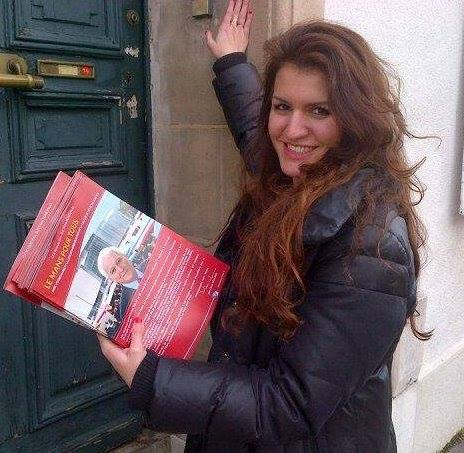
Durante a campanha porta-a-porta, em Le Mans, em 2014.

Em 2014, foi eleita vice-prefeita de Le Mans, responsável pela igualdade de gênero e discriminação, cargo que ocupou até 2017. Em 2015, conheceu Emmanuel Macron, então ministro da Economia, em um evento de tecnologia, presenteando-o com seu livro "Plafond de mère", algumas semanas depois ele a convidou para participar de uma conferência sobre igualdade de gênero e política.
Em maio de 2014, co-fundou o Movimento dos Representantes Franceses Eleitos pela Igualdade (em francês: Mouvement des élus français pour l'égalité, MEFE) com Assia Benziane, vice-prefeita de Fontenay-sous-Bois.
Entre março e junho de 2016, atuou como assessora de Laurence Rossignol, ministra da Família, Infância e Direitos da Mulher, no governo do primeiro-ministro Manuel Valls.

### Secretaria de Estado

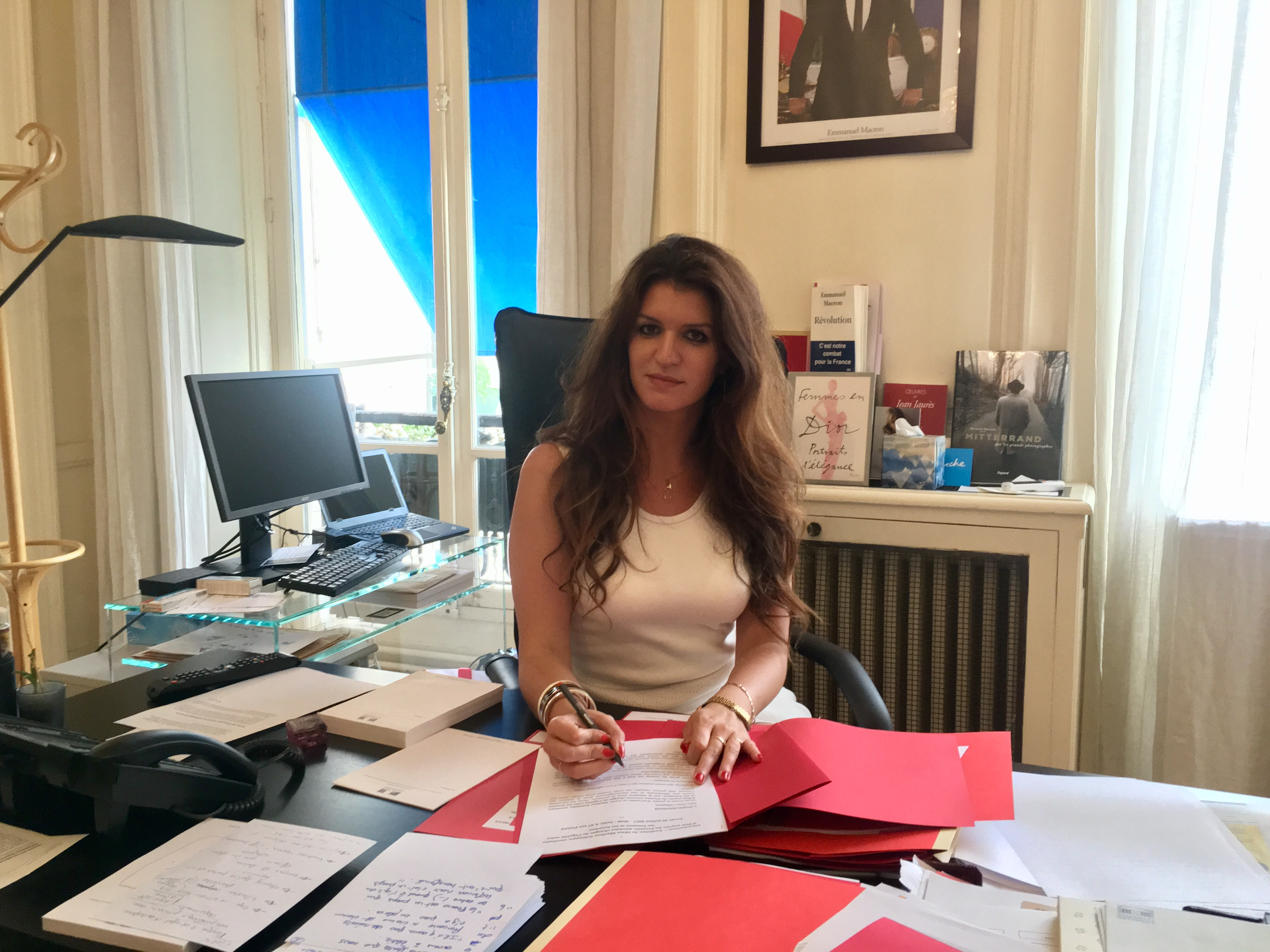
No seu gabinete, em 19 de julho de 2017.

Em 2017, tornou-se secretaria de Estado para a Igualdade entre Mulheres e Homens e o Combate à Discriminação, ligado ao primeiro-ministro Édouard Philippe.
Em 2018, introduziu com sucesso uma lei para impedir comentários predatórios e assédio nas ruas, como "assovios de lobo". Ainda em 2018, propôs uma mudança no Código civil francês para proibir os castigos corporais. O projeto de lei foi chamado na mídia de "Lei antibeijo" e foi aprovado, em 30 de novembro de 2018.
Na véspera do Dia Internacional das Mulheres, em 2018, apareceu, ao lado de Roselyne Bachelot-Narquin, entre outras, em uma apresentação de "Os Monólogos da Vagina", de Eve Ensler, no teatro Bobino, em Paris.

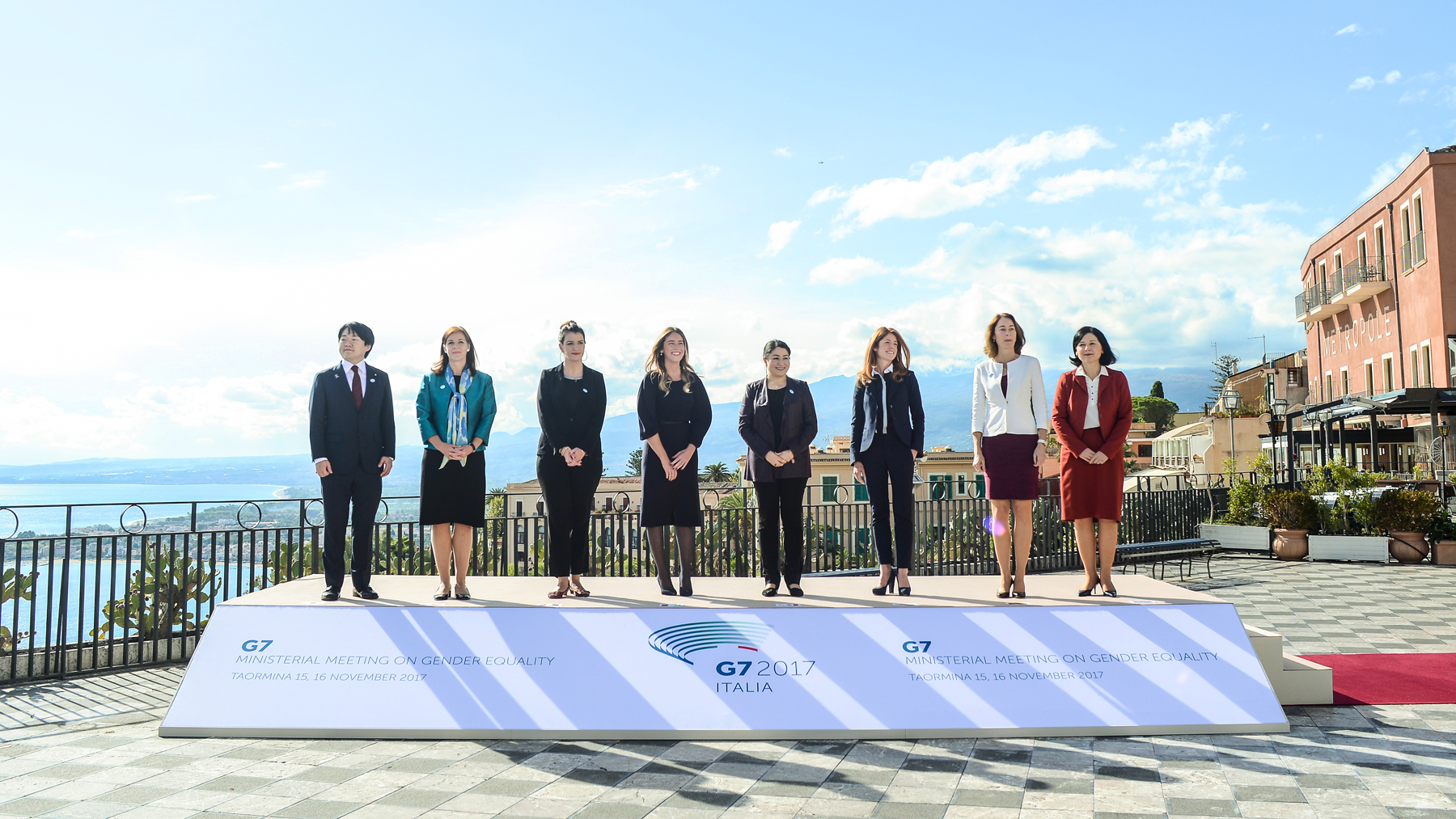
Reunião do G7, em Turim, sobre a igualdade de gênero, em 15 de novembro de 2017.

Em 2019, em meio a revelações do caso Jeffrey Epstein, uniu-se à ministra do Bem-Estar Infantil, Adrien Taquet, e pediram uma investigação sobre as atividades, na França, do pedófilo condenado "para que sua morte não negue às suas vítimas a justiça a que têm direito".
Em novembro de 2019, propôs que estrangeiros condenados por crimes sexuais e violência contra mulheres fossem deportados. Esta proposta foi criticada por algumas feministas que a chamaram de "feminalismo" e punição desigual com base na nacionalidade, e também por um jurista que disse que tais medidas já existiam, desde 1970, para crimes graves, incluindo os piores crimes sexuais.

### Ministra delegada responsável pela Cidadania
Em 6 de julho de 2020, foi nomeado ministra delegada responsável pela Cidadania, adjunta do ministro do Interior, no governo do primeiro-ministro Jean Castex.
Durante a pandemia de COVID-19 na França, em setembro de 2020, anunciou que o processo de obtenção da cidadania francesa dos profissionais da área da saúde estrangeiros seriam acelerados.

## Publicações
Publicou mais de 28 romances e ensaios sob seu nome, bem como sob o pseudônimo de Marie Minelli.
- J’aime ma famille (2010)
- Osez l'amour des rondes (2010)
- Maman travaille, le guide (2011)

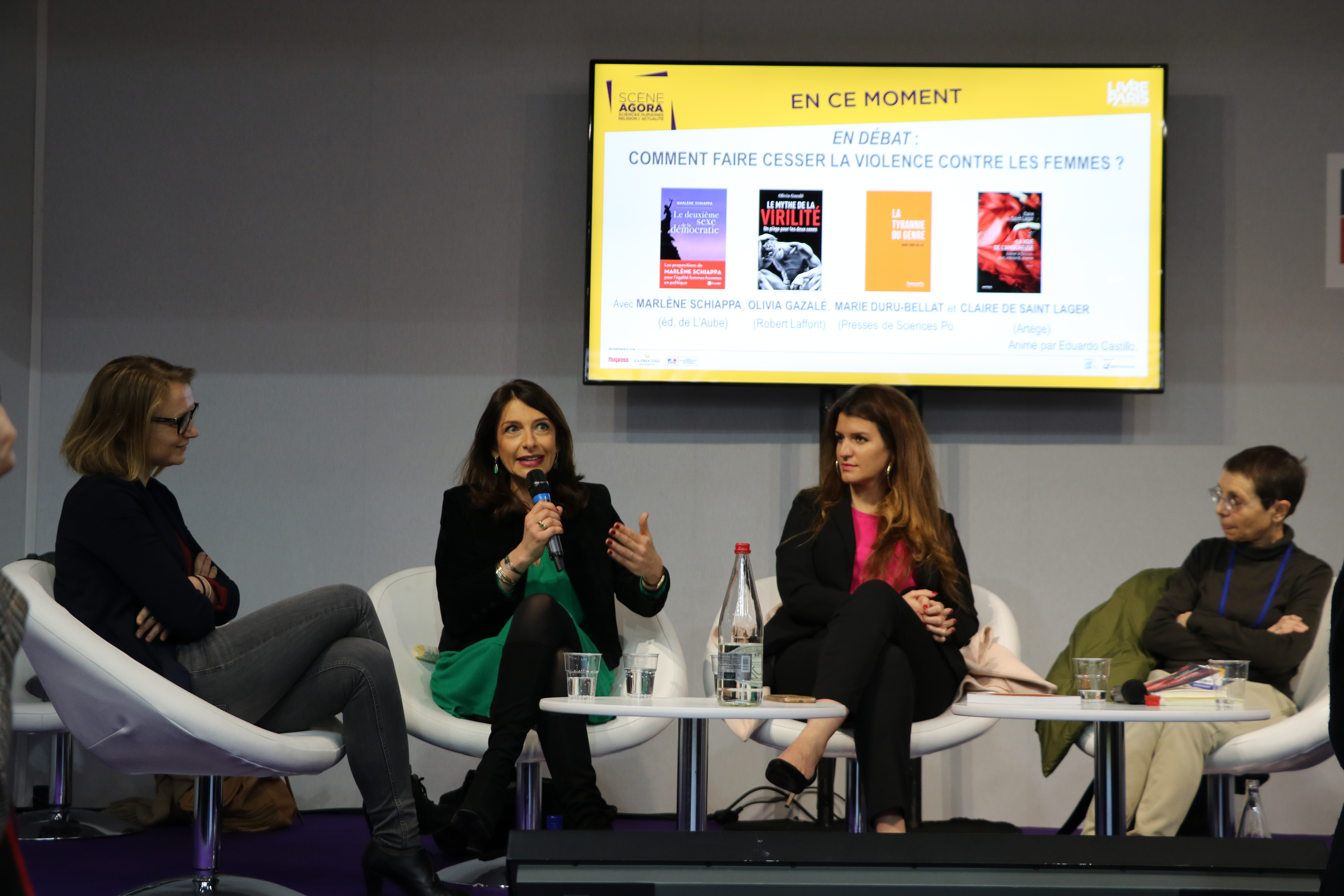
Com a escritora Claire de Saint Lager, a filósofa Olivia Gazalé e a socióloga Marie Duru-Bellat, na Feira do Livro de Paris, em 2018.

- Je reprends le travail après bébé (2012)
- Le Dictionnaire déjanté de la maternité (2013)
- Éloge de l’enfant roi (2013)
- Les 200 astuces de Maman travaille (2013)
- Le Guide de grossesse de Maman travaille (2014)
- Pas plus de 4 heures de sommeil (2014)
- Sexe, mensonges et banlieues chaudes (2014)
- J’arrête de m’épuiser, com Cédric Bruguière (2015)
- La Seule Chose à briser, c'est le silence (2015)
- Plafond de mère, com Cédric Bruguière (2016)
- Marianne est déchaînée (2016)
- Lettres à mon utérus (2016)
- Ensemble contre la gynophobie (2016)
- Femmes de candidats (2017)
- Où sont les violeurs ? Essai sur la culture du viol (2017)
- Les Lendemains avaient un goût de miel (2017)
- La Culture du viol (2018)
- Le Deuxième sexe de la démocratie (2018)
- Si souvent éloignée de vous : lettres à mes filles (2018)
- Une et indivisible : L'Urgence de défendre la République (2019)
- Entre toutes les femmes : Onze rencontres exceptionnelles (2020)
- Les Droits des femmes face aux violences (2020)